# Forcellinia diamesa
Forcellinia diamesa  (лат.) — вид клещей рода Forcellinia из семейства Acaridae. Россия (в том числе, Московская область), Кавказ. Длина около 0,5 мм. Крупные щетинки спинной стороны тела имеют перистую структуры, оканчиваются ланцетовидной прозрачной пластинкой; имеют длину от 13 % до 45 % от размера идиосомы. Обитают в лесной подстилке (в полуперегнивших листьях дубовых лесов). Вид был впервые описан в 1941 году советским акарологом Алексеем Алексеевичем Захваткиным по материалам из деревни Шульгино (Московская область). 